# 博達基
49°53′16″N 25°48′18″E / 49.88778°N 25.80500°E
博達基（烏克蘭語：Бодаки）是位於烏克蘭西部特諾皮爾州裏克列梅涅茨區的村莊，始建於1462年，面積1.76平方公里，人口1,005，人口密度每平方公里106.6人。